# Laila Ziegler

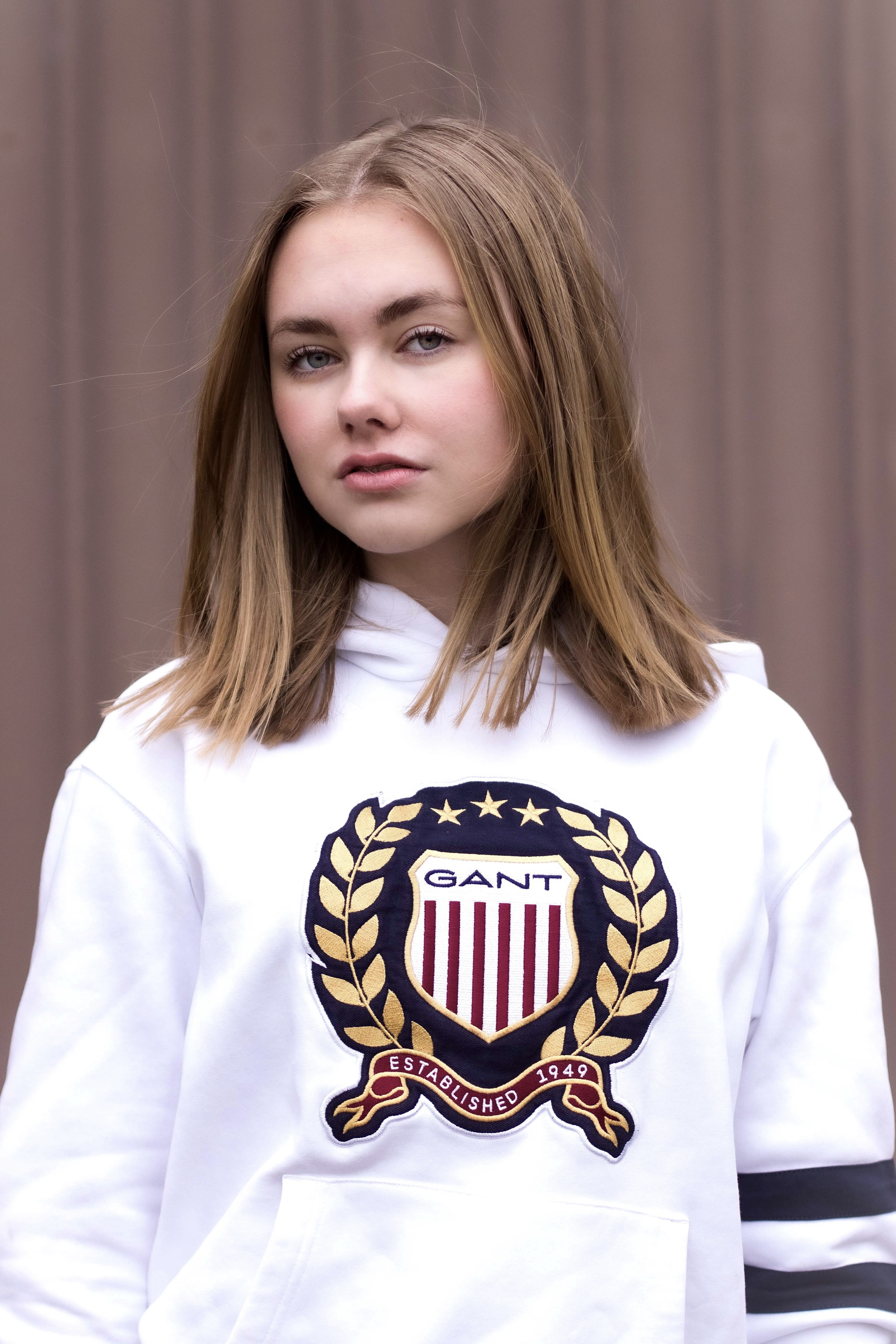
Laila Ziegler

Laila Ziegler (* 11. März 2006) ist eine deutsche Schauspielerin und Model.

## Leben
Laila Ziegler wohnt zusammen mit ihrer Familie in Rheinland-Pfalz. Sie besucht das Edith-Stein-Gymnasium Speyer. Sie war in zahlreichen TV- und Kinoproduktionen zu sehen. Außerdem führt sie den YouTube-Kanal Lailazworld.
In den Jahren 2016 und 2017 nahm sie an Workshops zum Kamera- und Schauspieltraining teil. Ihre Agentur ist die Schauspielagentur Liem. Im Oktober 2021 veröffentlichte sie ihre Debütsingle Immer Weiter. Im August 2022 erschien die Single Superhero, geschrieben und produziert von Chris Crone, Daniel Cronauer und Matthias Zürkler. Zudem erschien im November 2022 ein Remix zu Superhero von Stereoact.

## Filmografie
- 2017: WOW – Die Entdeckerzone
- 2017: Inversum, Kurzfilm
- 2018: Pastewka (Fernsehserie, Webserie)
- 2018: Beste Schwestern (RTL-Serie)
- 2018: Deception, Kurzfilm
- 2018: WOW – Die Entdeckerzone
- 2019: Mein Lotta-Leben – Alles Bingo mit Flamingo!
- 2019: Rabenmütter
- 2020: Die Katzen von Ulthar, Mittellanger Spielfilm[7]
- 2022: Mein Lotta-Leben: Alles Tschaka mit Alpaka! (Kinofilm)